# Bernardo Rossellino
Bernardo Rossellino, vero nome Bernardo di Matteo Gamberelli o, più raramente, Gambarelli, detto Rossellino, forse per il colore dei capelli (Settignano, 1409 – Firenze, 1464), è stato un architetto e scultore italiano.

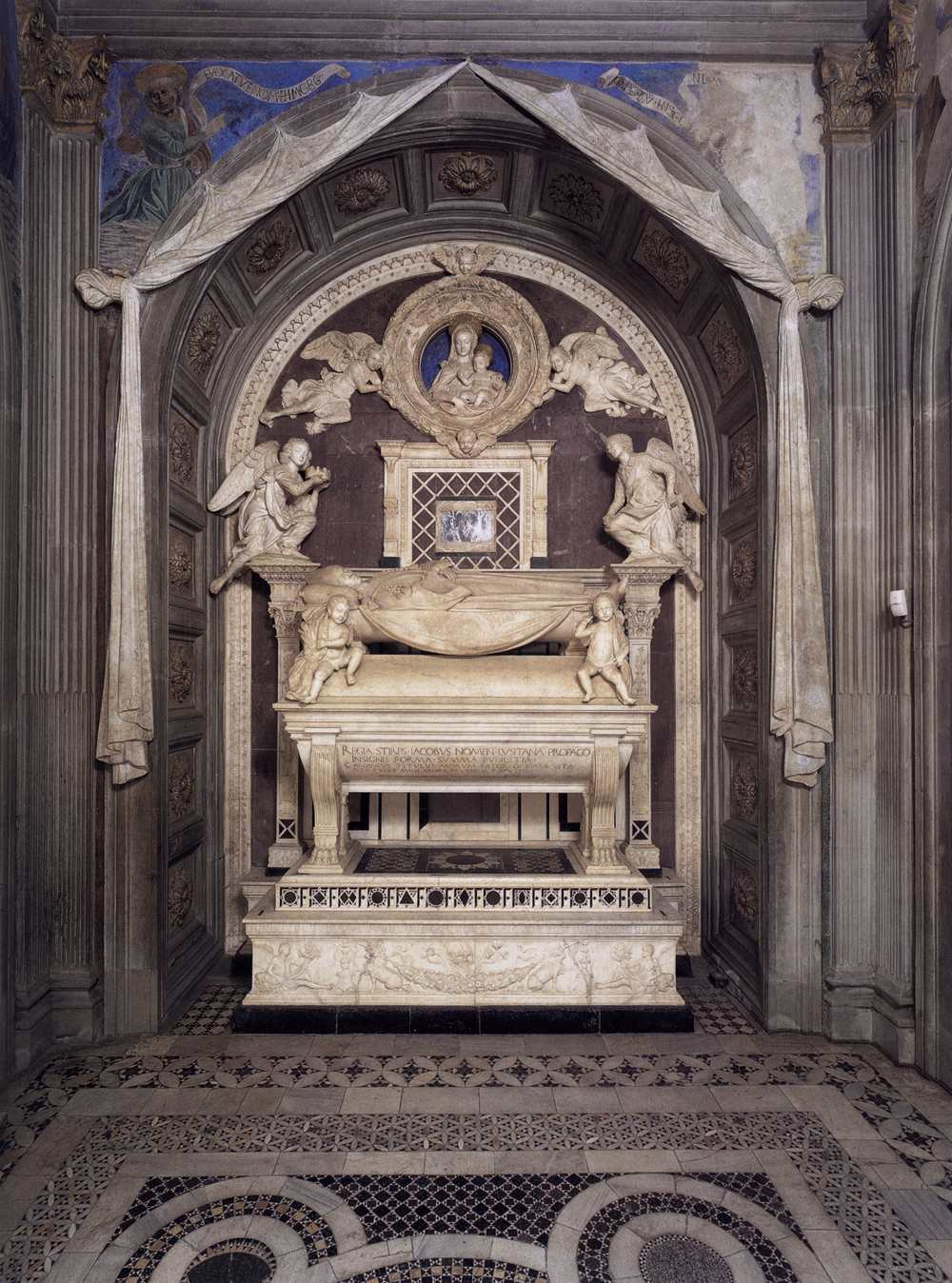
Tomba del cardinale del Portogallo, opera di Antonio Rossellino, situata nella basilica di San Miniato al Monte a Firenze

È fratello di Antonio Rossellino, anch'egli artista.
Fu lui a codificare il genere della tomba umanistica, volta a celebrare il defunto laico per le sue opere terrene, con la realizzazione di quella di Leonardo Bruni, cancelliere della Repubblica fiorentina e umanista egli stesso.
Il suo importante contributo architettonico, esemplificato nella piazza di Pienza con i suoi edifici, ne fa il più importante continuatore di Leon Battista Alberti.

## Vita e opere
Non abbiamo notizie certe del suo periodo di formazione. Formò fin da giovane una bottega di scultura con i fratelli Giovanni e Antonio. Nel 1433 venne incaricato dei lavori di completamento alla facciata della chiesa di Santa Maria della Misericordia ad Arezzo, dove lasciò anche sculture. Nella stessa Arezzo realizzò una Annunciazione in terracotta per il Duomo, e partecipò al cantiere del palazzo della Fraternita dei Laici per il quale progettò il piano primo rinascimentale, innestato sul piano terra gotico (1433), ed a quello della badia delle Sante Flora e Lucilla (1435).
Nel 1435 è documentato alla Badia Fiorentina per la realizzazione del chiostro degli Aranci, e nel 1439 acquistò una casa in Santa Croce, stabilendosi a Firenze dove collaborò, in ruoli subalterni, al cantiere del Duomo, della Chiesa Santa Maria del Fiore e dell'Ospedale degli Innocenti, entrando in contatto con il linguaggio architettonico brunelleschiano che contribuì alla sua formazione architettonica. Nel 1446 incontrò a Firenze Leon Battista Alberti, di cui divenne amico e collaboratore per il cantiere di palazzo Rucellai. Fu un momento di svolta della sua vita e della sua attività, facendolo rivolgere verso l'architettura.

### Roma

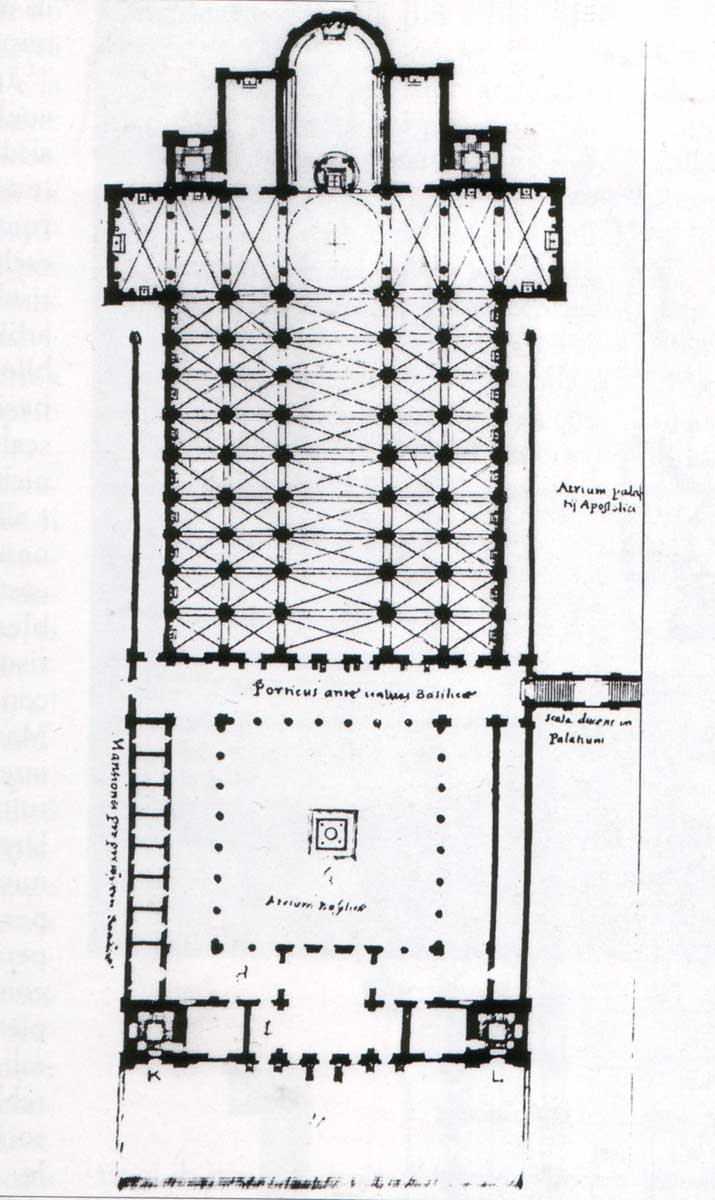
Ricostruzione del progetto del Rossellino per San Pietro

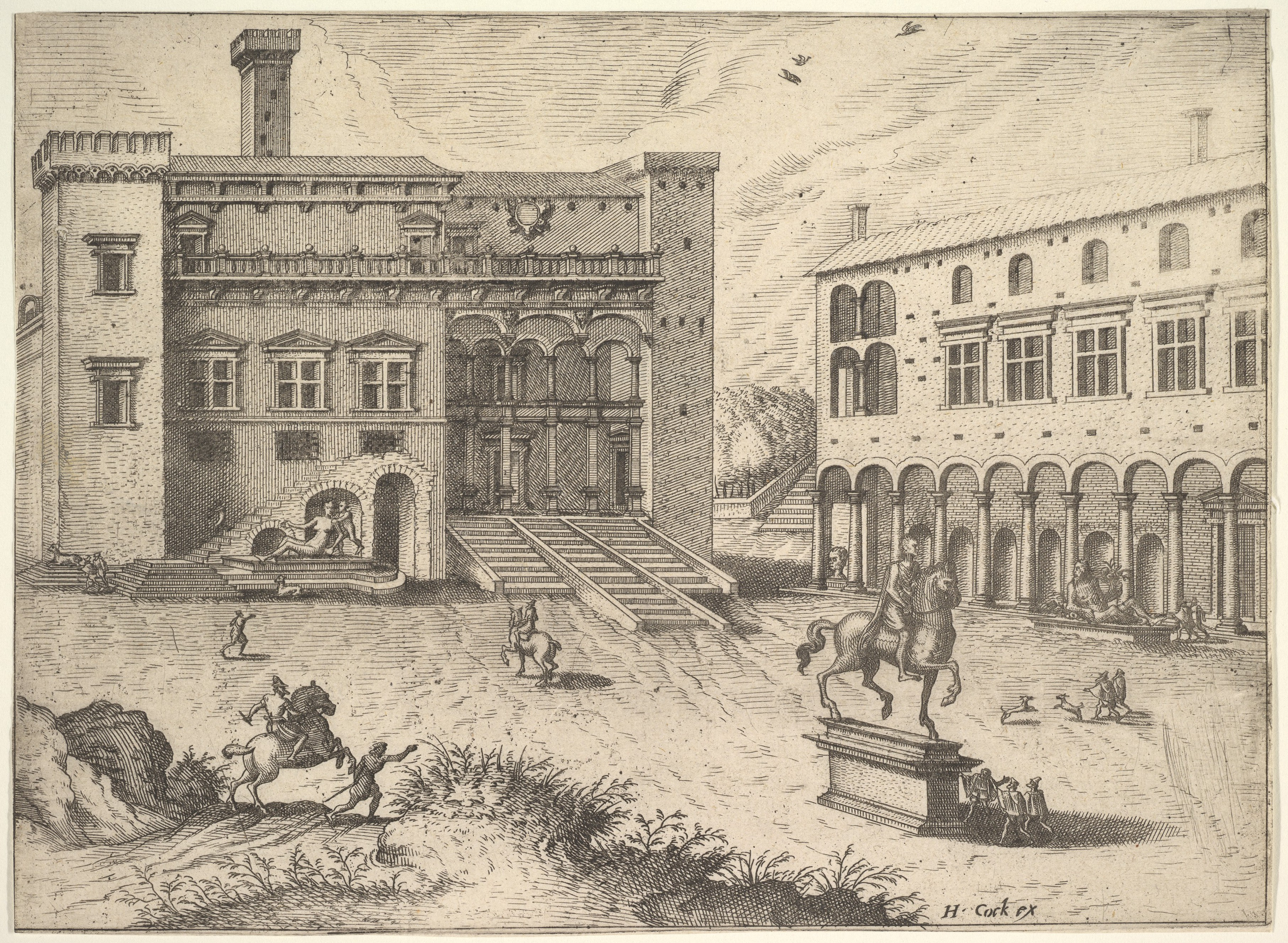
L'area del Campidoglio con a destra il palazzo dei Conservatori di Rossellino, prima delle trasformazioni michelangiolesche, 1562

Trasferitosi temporaneamente a Roma, chiamato da papa Niccolò V, forse per consiglio di Alberti, lavorò dal 1451 ad un progetto di sostanziale ristrutturazione dell'Antica basilica di San Pietro in Vaticano che prevedeva il mantenimento del corpo longitudinale a cinque navate coprendolo con volte a crociera su pilastri che dovevano inglobare le vecchie colonne, l'ampliamento del transetto, l'aggiunta di un coro, che fosse la prosecuzione logica della navata e di un vano coperto a cupola all'incrocio tra transetto e coro. Il progetto del pontefice coinvolgeva anche il complesso del Palazzo Vaticano e l'area urbana vicina, con l'apertura di nuove piazze e strade. I lavori iniziarono con l'ampliamento dell'abside e del transetto della basilica, realizzate fino al primo ordine, ma si interruppero sostanzialmente con la morte di Niccolò V.
A Roma Bernardo Rossellino lavorò anche ad altre opere, anche se per esse rimane sempre in dubbio un qualche intervento d'indirizzo dell'amico Alberti. Quello che sembra certo è la grande influenza che Alberti, figura guida della sua generazione, ebbe sul Rossellino che era stato già suo collaboratore a Firenze.
Lavorò, forse, al restauro della basilica di santa Maria Maggiore, ed alla ristrutturazione della chiesa di Santo Stefano Rotondo riportando al centro dell'edificio un altare marmoreo, eliminando l'ambulacro esterno ormai quasi crollato e realizzando il tamponamento dell'anello di colonne esterno.
Nell'area del Campidoglio realizzò su preesistenze medievali, il Palazzo dei Conservatori , poi radicalmente trasformato da Michelangelo. La facciata del palazzo fu caratterizzata da dodici arcate al pian terreno e di una serie di sei finestre guelfe (crociate) al piano nobile. Iniziò anche a sistemare anche il vicino Palazzo Senatorio.
Gli viene attribuito da alcuni studiosi, un ruolo anche nell'elaborazione del progetto complessivo di palazzo Venezia.

### Monumento a Leonardo Bruni
A Firenze l'artista realizzò il monumento funebre ad arcosolio di Leonardo Bruni in Santa Croce a Firenze. Il monumento è di datazione incerta; secondo alcuni è stato progettato tra il 1446 e il 1450 ma più probabilmente viene progettato e realizzato a partire dal 1455. Nella tomba Rossellino fuse insieme scultura e architettura: il sarcofago, dove due vittorie alate reggono l'epigrafe in caratteri latini Postquam Leonardus e vita migravit/Historia luget, Eloquentia muta est/ferturque Musas tum Graecas tum/latinas lacrimas tenere non potuisse, e il feretro retto da due aquile su cui è disteso il defunto, che tiene tra le mani una copia del suo libro: Historia Florentina, sono inseriti in un arco a tutto sesto, con motivi decorativi classicheggianti; nella lunetta si trova il tondo con la Madonna col Bambino, affiancata da due busti di angeli.
Gli elementi del monumento furono poi ripresi in altre opere fiorentine dello stesso Rossellino, dei collaboratori e degli allievi, diventando un diffuso modello.
Molti gli attribuiscono anche i disegni dell'Arca del Beato Marcolino, che suo fratello Antonio Rossellino realizzò a Forlì nel 1458, avvalendosi anche dell'aiuto di un altro fratello, Giovanni Rossellino, e che oggi è conservata nella Pinacoteca Civica di Forlì.

### Pienza

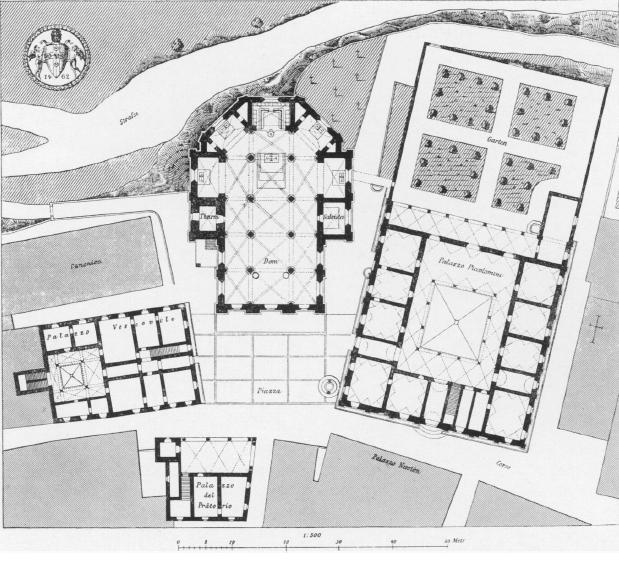
Pianta di Piazza Pio II e degli edifici che si affacciano su di essa

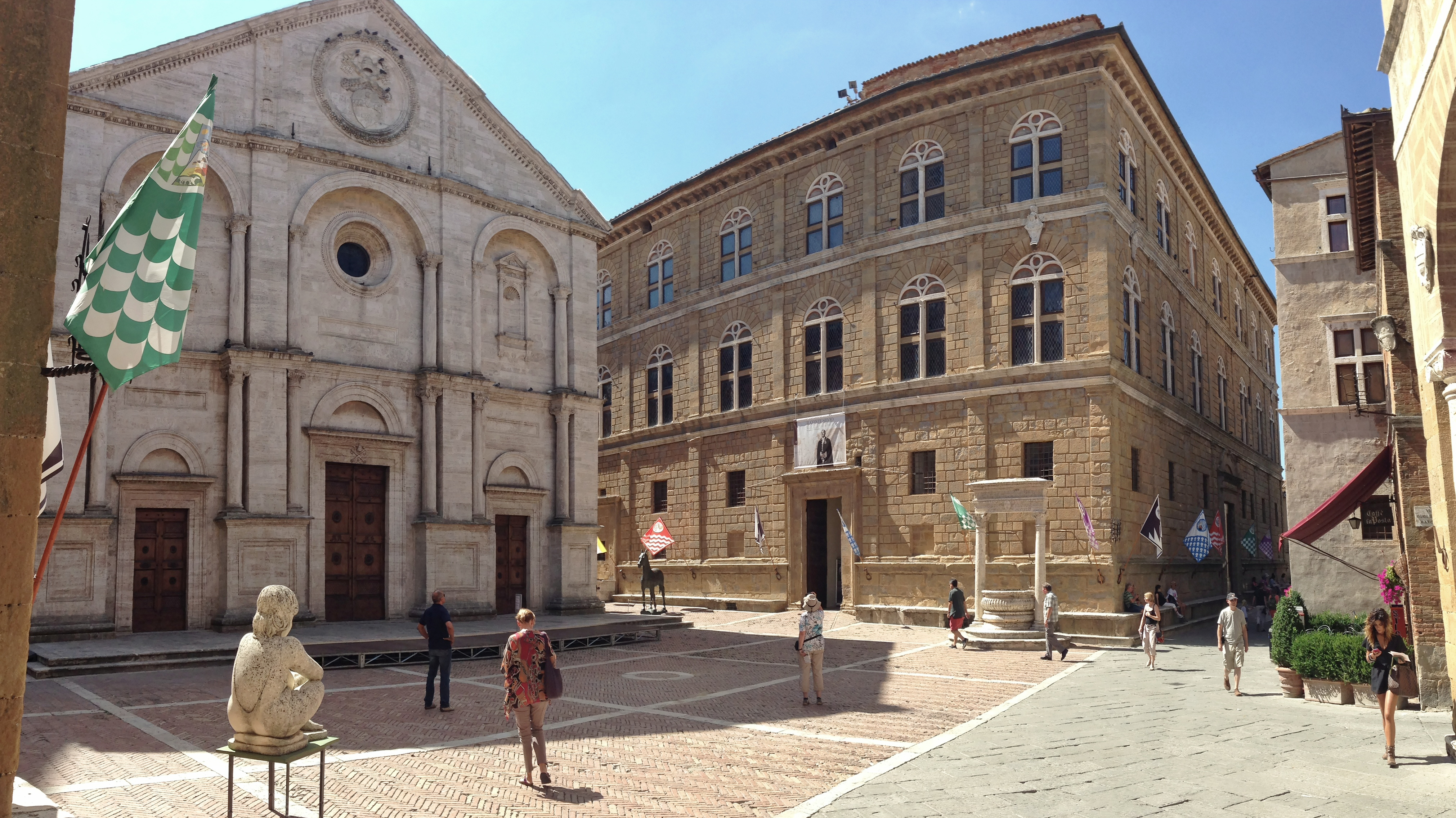
Veduta di Piazza Pio II con il duomo (a sinistra) e il palazzo Piccolomini (a destra)

Nel 1459 papa Pio II gli affidò la sistemazione dell'antico borgo di Corsignano, oggi Pienza, secondo i principi dell'urbanistica e dell'architettura rinascimentale. Principalmente, la cittadina presenta quattro edifici fondamentali realizzati all'epoca: 
1. Palazzo Piccolomini, che riprende motivi di Palazzo Rucellai di Firenze (porte, panca di via, bugnato, bifore a tutto sesto), anche se presenta una scorrettezza compositiva rispetto a quest'ultimo: nel palazzo di Alberti la finestra deriva dalla campata, qua invece è indipendente dallo schema costruttivo, questo perché Rossellino è più un costruttore che un teorico dell'architettura e come tale pensava che la facciata dovesse derivare dall'interasse tra le travi, piuttosto che da proporzioni studiate a tavolino;
2. il Palazzo Vescovile, che presenta una caratteristica prettamente rinascimentale: la pavimentazione regolare che accentua la visione prospettica; vi si trova indicato anche un punto che rappresenta il punto di vista ideale;
3. il Palazzo Comunale;
4. il Duomo, che presenta una facciata albertiana con timpano, alte semicolonne addossate a pilastri posti su piedistalli. Pio II volle una chiesa che ricordasse le hallenkirchen tedesche, per questo ha un corpo gotico e non presenta decorazioni; il papa arrivò anche a minacciare di scomunica chiunque cercasse di decorare l'interno della chiesa.

In Pienza Bernardo deve lavorare su un territorio relativamente piccolo ed è quindi costretto a trovare diversi accorgimenti: in primo luogo la piazza su cui si costruisce la città è a forma di trapezio con il lato minore che dà sulla strada principale. Tale costruzione fa sembrare la piazza più grande perché se il nostro campo visivo tende a convergere su un punto la forma a trapezio storto contrasta questa tendenza.
In secondo luogo le strade sono in leggera curva in modo che chi le percorre non veda la fine di esse e quindi abbia la sensazione che siano più lunghe.
Sempre per Pio II progettò a Grosseto il palazzo Nerucci e a Siena il palazzo Piccolomini, noto anche come Palazzo delle Papesse, costruito tra il 1460 il 1495 per Caterina Piccolomini, sorella di Pio II, un edificio di tre piani, con la facciata bugnata, finestre a bifora, secondo modelli ricorrenti nei palazzi fiorentini.

### Altre opere attribuite
Molti altri edifici vengono in vario modo attribuiti al progetto di Rossellino. A Firenze Palazzo Spinelli. A Roma il rifacimento della chiesa di Nostra Signora del Sacro Cuore oggi completamente trasformata ed il torrione di Niccolò V in Vaticano. Ad Arezzo palazzo Bruni, poi Ciocchi del Monte. A Spoleto il loggiato interno della Rocca Albornoziana. A Perugia il progetto e, solo parzialmente, l'esecuzione del campanile della basilica di san Pietro. A Fabriano gli è stata attribuita la struttura del cosiddetto "Ponte dell'Aèra", obliterata nel 1926 dalla tombatura effettuata per motivi igienici sul tratto cittadino del torrente Giano, tombatura che attualmente sembra si stia incominciando a rimuovere.

### Sculture
Come scultore, oltre alla già citata tomba di Leonardo Bruni, realizzò, con la sua bottega, numerose opere importanti per numerose chiese fiorentine e toscane, soprattutto tabernacoli e monumenti funerari. In Santa Maria Novella è conservata la sua tomba della Beata Villana, mentre nella chiesa di San Domenico di Pistoia è presente quella del giurista Filippo Lazzari; in Sant'Egidio e in San Lorenzo sono presenti due esempi di pregevoli tabernacoli scolpiti a bassorilievo, da lui eseguiti. Per il Palazzo Pubblico di Siena realizzò un portale marmoreo molto ornato, mentre per il Duomo di Arezzo creò un'Annunciazione in terracotta.
Oltre al fratello, fu suo allievo e collaboratore Desiderio da Settignano, che riprese da lui alcuni stilemi.